# Alberto Dalbes
Alberto Dalbes (Rosario, provincia de Santa Fe, Argentina, 3 de abril de 1922 - Madrid, España, 14 de septiembre de 1983) cuyo verdadero nombre era Francisco Eduardo Eyras Martínez fue un actor de teatro y cine que trabajó en Argentina y en España. El seudónimo que aparece en los libros y publicaciones así como el más frecuentemente usado en los filmes fue Alberto Dalbes, pero en los créditos de algunas películas -sobre todo las que no eran en español- apareció como  Alberto D'Albés, Albert Dalbes y Alberto Dalvés.

## Carrera profesional
De joven viajó a Buenos Aires para estudiar Letras pero se vinculó a la actuación y comenzó a destacarse integrando los elencos de las compañías encabezadas por Paulina Singerman, Elina Colomer y Delia Garcés.
También trabajó en televisión en Canal 7 en 1958 en el ciclo Teatro del sábado y en 1960 protagonizó con buena crítica Los mineros, probablemente el primer unitario de la televisión argentina que tenía por tema historias de la clase obrera.
Debutó en cine en 1943 en La juventud manda y adquirió popularidad como galán en tres películas de Lolita Torres dirigidas por Julio Saraceni: La mejor del colegio (1953), La edad del amor (1954) y Más pobre que una laucha (1955).
Mario Soffici lo dirigió en tres filmes, incluyendo Rosaura a las diez (1958) donde tuvo el papel del estudiante David Reguel.
Trabajó en las coproducciones Vacaciones en la Argentina (1960), Socia de alcoba (1962) y El sol en el espejo (1962); para filmar esta última se trasladó a España donde continuó su carrera como actor, guionista y productor. Intervino en varios filmes de terror y la última película en que actuó fue Todos me llaman Gato (1980).

## Filmografía
Actor
- Todos me llaman Gato     (1980)  …Ruiz
- El terrorista     (1978) …Aranda
- Las desarraigadas     (1977)
- Valse para un asesino    (1977) …Freddy Carter
- Cuando Conchita se escapa, no hay tocata    (1976)
- El hombre que desafió a la organización    (1975) …Harry
- ¡Ya soy mujer!     (1975) …Padre de Ana
- La noche de los asesinos    (1974) …Major Oliver Brooks
- Un capitán de quince años    (1974) …Vargas
- Juegos de sociedad    (1974) …Roque
- El jorobado de la Morgue    (1973) …Dr. Orla
- Los demonios    (1973) …Thomas Renfield
- Relax Baby    (1973)
- El último escalofrío    (1973) …Gordon Douglas
- El misterio del castillo rojo    (1973)
- La hija de Drácula    (1972) …Inspector Ptuschko
- El desafío de Pancho Villa    (1972) …Mendoza
- Drácula contra Frankenstein    (1972) …Doctor Jonathan Seward
- La mansión de la niebla    (1972) …Ernest
- Condenados a vivir    (1972) …Thomas Lawrence
- Un silencio de tumba    (1972) …Juan Ribas
- La maldición de Frankenstein    (1972) …Doctor Seward
- La araucana    (1971)
- El diablo que vino de Akasawa    (1971) …Irving Lambert
- Helena y Fernanda    (1970)
- Las bellas del bosque    (1970) …Philippe
- Un tranquilo lugar para matar    (1970) …Dr. Harry Webb
- Juliette    (cortometraje) (1970)
- Las trompetas del Apocalipsis     (1969)
- Los 100 rifles    (1969) …Padre Francisco
- Prana    (1969) …Julio
- El gran robo    (1968) …Schwartz
- Amor en el aire    (1967) …Pinto Rosado
- La mujer de otro    (1967) …Santiago
- Nido de espías    (1967) …Carver
- Play-Boy     (1967)
- S077: Operación relámpago    (1966) …Revel
- Missione mortale Molo 83    (1966) …Renard
- Un golpe de mil millones    (1966)
- Marc Mato, agente S. 077    (1965) …Rigo Orel
- Estambul 65    (1965) …Thug
- El secreto de Bill North    (1965)
- Vivir al sol    (1965)
- Secuestro en la ciudad    (1965)
- Fata Morgana    (1965) …Álvaro
- Fuera de la ley    (1964)
- El salario del crimen    (1964)
- El juego de la verdad    (1963)
- Operación: Embajada    (1963) …Óscar Madroño
- Los muertos no perdonan    (1963)
- El sol en el espejo       (1963) …Julio
- Su alteza la niña    (1962) …Archiduque de Pomerania
- Socia de alcoba   (1962) …Fotógrafo
- El amor empieza en sábado    (1961)
- Vacaciones en la Argentina   (1960)
- El bote, el río y la gente   (1960)
- Rosaura a las diez   (1958) …David Reguel
- Canario rojo   (1955)
- Más pobre que una laucha   (1955)
- Vida nocturna   (1955) …Cameo
- La edad del amor   (1954)
- Una ventana a la vida   (1953)
- Ellos nos hicieron así   (1953)
- La mejor del colegio   (1953)
- La voz de mi ciudad   (1953)
- Juan Moreira   (1948)
- Los secretos del buzón   (1948)
- La juventud manda     (1943)

## Televisión
- 1977: Curro Jiménez, episodio La leyenda de Zacarías Mendoza.
- 1956: Comedias Musicales, de Miguel de Calasanz, con Diana Ingro, Dana Kelly, Doris Violet, Domingo Márquez, Blanca Lafont, Julián Bourgués y Ángel Eleta.

## Teatro
- 1957:  Aquí estoy...y aquí me quedo, con la Compañía de Paulina Singerman. Estrenada en el Teatro Apolo.[3]
- 1945: La futura presidencia: El pueblo quiere saber de lo que se trata con Margarita Padín, Alberto Castillo, Nelly Prince, Adolfo Stray, Gogó Andreu, Vicente Forastieri, Ramón Garay, Lalo Malcolm y Antonio De Bassi.